# Franck Leblanc
Franck Leblanc est un entraîneur et driver de sport hippique français, spécialisé dans les trotteurs, né en 1971 à Évron, dans la Mayenne.

## Carrière
Fils d'exploitants agricoles, il s'oriente vers les courses de chevaux à l'adolescence. Apprenti chez Antoine-Paul Bézier, il s'installe à son compte à 21 ans. Au cours des années 2000, il s'affirme comme l'un des entraîneurs les plus performants, remportant de nombreuses courses classiques, notamment grâce au champion monté Scipion du Goutier ou à Up and Quick, qui en 2015 lui offre son premier Prix d'Amérique. En juin 2020, il obtient sa 2000e victoire en France.

## Palmarès (comme entraîneur et/ou driver)

### Attelé

#### Groupe I
France
- Prix d'Amérique – 1 – Up and Quick (2015)
- Prix de Paris – 2 – Up and Quick (2014, 2015)
- Critérium des 3 ans  – 2 – Unique Quick (2011), Erminig d'Oliverie (2017)
- Critérium des Jeunes – 1 – Coquin Bébé (2015)
- Critérium des 4 ans – 1 – Unique Quick (2012)
- Critérium des 5 ans – 1 – Up and Quick (2013)
- Prix de Sélection – 1 –  Unique Quick (2012)

 Finlande
- Finlandia Ajo – 1 – Kart de Baudrairie (2005)
- Kymi Grand Prix – 1 – Kart de Baudrairie (2004)

 Europe
- Championnat européen des 3 ans – 1 – Coquin Bébé (2015)

#### Groupe II
France
- Prix de Croix – 3 –  Son Alezan (2011), Vigove (2014), Anna Mix (2015)
- Prix Maurice de Gheest – 2 – Icare de Pouline (1999), A Mysterious Love (2013)
- Prix Ovide Moulinet – 2 – Tchao de Loiron (2012), Unique Quick (2013)
- Prix de Tonnac-Villeneuve – 2 – Unique Quick (2012), Erminig d'Oliverie (2018)
- Prix Masina – 2 – Diva du Mouchel (2016), Fiorella de Ted (2018)
- Prix Ozo – 2 – Erminig d'Oliverie (2017), Fiorella de Ted (2018)
- Prix Ariste-Hémard – 2 – Anna Mix (2014), Erminig d'Oliverie (2018)
- Prix de Bretagne – 1 – Anna Mix (2016)
- Clôture du Grand National du Trot – 1 – Quif de Villeneuve (2011)
- Prix du Bois de Vincennes – 1 – Kart de Baudrairie (2005)
- Prix Doynel de Saint-Quentin – 1 – Tchao de Loiron (2012)
- Prix Éphrem Houel – 1 – Unique Quick (2012)
- Prix Gaston Brunet – 1 – Vigove (2013)
- Prix Gélinotte – 1 – Diva du Mouchel (2016)
- Prix Jockey – 1 – Son Alezan (2011)
- Prix Jules Thibault – 1 – Up and Quick (2012)
- Prix Louis Jariel – 1 – Up and Quick (2013)
- Prix Paul Karle – 1 – Vigove (2012)
- Prix Robert Auvray – 1 – Tchao de Loiron (2012)
- Prix Ténor de Baune – 1 – Up and Quick (2014)
- Prix Une de Mai – 1 – Erminig d'Oliverie (2016)
- Prix Reine du Corta – 1 – Erminig d'Oliverie (2017)
- Prix Annick Dreux – 1 – Erminig d'Oliverie (2017)
- Critérium de vitesse de Basse-Normandie – 1 – Up and Quick (2017)
- Prix Paul Leguerney – 1 – Erminig d'Oliverie (2018)
- Prix Guy Le Gonidec – 1 – Erminig d'Oliverie (2018)
- Prix Albert Demarcq – 1 – Hooker Berry (2022)

### Monté

#### Groupe I
- Prix de Cornulier – 1 – Quif de Villeneuve (2012)
- Prix du Président de la République – 4 – Scipion du Goutier (2010), Tango Quick (2011), Utoky (2012), Elladora de Forgan (2018)
- Prix de Vincennes – 4 –  Rêve des Vallées (2008), Scipion du Goutier (2009), Utoky (2011), Helitloppet (2020)
- Prix des Centaures – 2 – Scipion du Goutier (2010, 2011)
- Prix des Élites – 2 – Scipion du Goutier (2009), Elladora de Forgan (2018)
- Prix de l'Île-de-France – 2 – Tango Quick (2012), Freeman de Houelle (2022)
- Prix d'Essai – 1 – Scipion du Goutier (2009)
- Prix de Normandie – 2 – Save the Quick (2011), Happy And Lucky (2022)
- Saint-Léger des Trotteurs – 1 – Hopla des Louanges (2020)

#### Groupe II
- Prix Paul Buquet – 5 – Kart de Baudrairie ((2004), Jeff du Fruitier (2005), Sourire de Voutré (2014), Véloce du Banney (2016, 2017)
- Prix Louis Le Bourg – 3 – Tequila Cocktail (2011), Canadien d'Am (2016), Freeman de Houelle (2019)
- Prix Camille Lepecq – 2 – Sourire de Voutré (2013, 2014)
- Prix Édouard Marcillac – 2 – Rêve des Vallées (2008), Scipion du Goutier (2009)
- Prix Jules Lemonnier – 2 – Tango Quick (2012), Save The Quick (2013)
- Prix Léon Tacquet – 2 – Tango Quick (2012), Canadien d'Am (2017)
- Prix Camille Blaisot – 2 – Tango Quick (2012), Canadien d'Am (2017)
- Prix Jacques Andrieu – 2 – Jeff du Fruitier (2004), Freeman de Houelle (2021)
- Prix Louis Forcinal – 2 – Freeman de Houelle (2021), Happy and Lucky (2022)
- Prix Camille de Wazières – 1 – Scipion du Goutier (2010)
- Prix de Basly – 1 – Scipion du Goutier (2009)
- Prix Edmond Henry – 1 – Save The Quick (2011)
- Prix Joseph Lafosse – 1 – Save The Quick (2011)
- Prix Lavater – 1 – Utoky (2012)
- Prix Philippe du Rozier – 1 – Be Mine de Houelle (2015)
- Prix Raoul Ballière – 1 – Câline des Plages (2015)
- Prix Paul Bastard – 1 – Canadien d'Am (2017)
- Prix Cénéri Forcinal – 1 – Elladora de Forgan (2018)
- Prix Jean Gauvreau – 1 – Eolia de Houelle (2019)